# وزارة القوات الجوية الأمريكية

شعار وزارة خارجية الولايات المتحدة للقوات الجوية.

وزارة تابعة لسلاح الجو (بالإنجليزية:United States Department of the Air Force) كانت وزارة سابقة وكانت واحدة من الدوائر العسكرية الثلاثة داخل وزارة الدفاع في الولايات المتحدة. تم تشكيل وزارة للقوات الجوية في 18 سبتمبر 1947، في قانون الأمن الوطني لعام 1947 ويشمل جميع عناصر وحدات القوات الجوية للولايات المتحدة (السلاح الجوي الأمريكي).

## روابط خارجية
- الموقع الرسمي